# Jakob Henrik von Schwengelm
Jakob Henrik von Schwengelm, född 1669 i Livland, död 1710 i Pernau i pesten, var en svensk militär.
Jakob Henrik von Schewengelm var sonson till kartografen Georg von Schwengelm. Han var officer i fransk tjänst, därefter kapten i polsk tjänst och överstelöjtnant där. von Schwengelm blev senare överste i svensk tjänst, var kommendant i Pernau och regementschef för Livländska infanteriregementet Schwengelm 1703–1710. Han blev krigsfånge 1710, kort före sin död.